# Proxifrons
Proxifrons es un género de foraminífero bentónico de la subfamilia Plectofrondiculariinae, de la familia Plectofrondiculariidae, de la superfamilia Nodosarioidea, del suborden Lagenina y del orden Lagenida. Su especie-tipo es Frondicularia advena. Su rango cronoestratigráfico abarca desde el Eoceno hasta la Actualidad.

## Discusión
Proxifrons ha sido considerado un sinónimo posterior de Mucronina. Clasificaciones previas incluían Proxifrons en la familia Nodosariidae.

## Clasificación
Proxifrons incluye a las siguientes especies:
- Proxifrons advena
- Proxifrons whaingaroica

Otra especie considerada en Proxifrons es:
- Proxifrons javana, considerado sinónimo posterior de Mucronina compressa